# Родсова трава
Ро́дсова трава́, также хло́рис гайа́на, хлорис гвиа́нская (лат. Chlóris gayána), — травянистое растение, вид рода Хлорис (Chloris) семейства Злаки (Poaceae).
Кормовое растение родом из Африки, широко культивируемое в субтропических регионах мира.

## Ботаническое описание

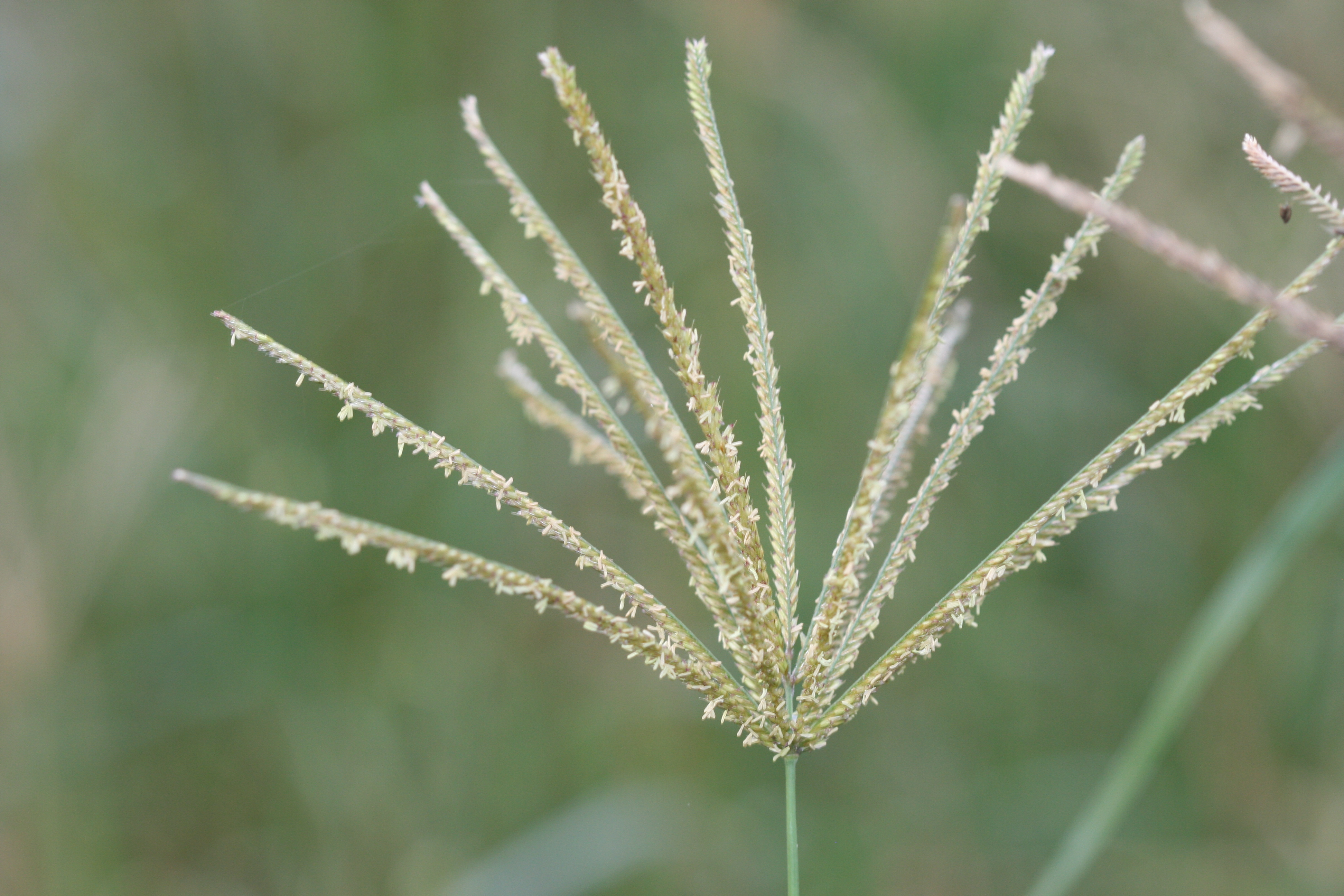
Соцветие-метёлка

Многолетнее дерновинное или ползучее (столонообразующее) травянистое растение, нередко выращиваемое как однолетнее. Стебли до 1—2 м высотой, прямостоячие или восходящие, иногда укореняющиеся в узлах. Корни очень глубоко проникают в почву — на глубину до 4,5—4,7 м.
Листья линейные, пластинка плоская или вдвое сложенная, 12—50 см длиной и 1—2 см шириной, на верхушке заострённая.
Соцветие — метёлка из 6—15 (реже — 3—20) колосовидных кистей 4—15 см длиной каждая, расположенных в одной или двух пальчатых мутовках. Кисти светло-коричневато-зелёные, при плодах с более выраженным тёмно-коричневым оттенком. Колоски в числе более 32, около 3,5 мм длиной, состоят из 3—4 цветков. Два цветка в колоске с остями — один обоеполый, с остью 1—10 мм длиной, другой тычиночный, с остью 1,5—5,5 мм длиной.
Плоды — продольно морщинистые зерновки около 2 мм длиной.

## Распространение
Родина растения — Африка (точные границы естественного ареала не установлены), описано растение из Сенегала. Культивируется в США, в Центральной и Южной Америке, в Юго-Восточной Азии, в Австралии, на Сицилии. С 1929 года испытывалось в качестве кормовой культуры в Закавказье, в Туркмении, на Украине.

## Значение
Ценная кормовая культура. Наиболее широко распространённый в культуре сорт — 'Mpwapwa', зарегистрированный в Кении в 1937 году (в Австралии известен как 'Callide', зарегистрирован в 1963 году), используется на зелёный корм и на сено. Может подсеваться в посевы кукурузы.

## Таксономия и систематика
Растение названо именем французского ботаника Жака Этьенна Ге (1786—1864).
Русскоязычное «Родсова трава» — ложная калька с англ. Rhodes grass — «родезская трава», названия, данного по месту произрастания растения. «Хлорис гвианская» — ложная калька с лат. Chloris gayana, в действительности образованного от фамилии французского ботаника, более верный перевод — «хлорис Ге» или «хлорис Гея».

### Синонимы
- Chloris abyssinica Hochst. ex A.Rich., 1850
- Chloris glabrata Andersson, 1862
- Chloris repens Hochst., 1855
- Eustachys gayana (Kunth) Mundy, 1922